# Ayamonte
Ayamonte település Spanyolországban, Huelva tartományban. Ayamonte Isla Cristina, Villablanca, Lepe, Cartaya, Sanlúcar de Guadiana, San Silvestre de Guzmán, Alcoutim, Castro Marim és Vila Real de Santo António községekkel határos. Lakosainak száma 21 622 fő (2024).

## Népesség
A település lakosságának változását az alábbi diagram mutatja:
| Lakosok száma | 17 084 | 17 623 | 18 636 | 20 334 | 20 763 | 19 690 | 20 629 | 20 946 | 21 510 | 21 622 |
|               | 2001   | 2004   | 2006   | 2009   | 2011   | 2014   | 2016   | 2019   | 2021   | 2024   |